# Slobodna energija
Slobodna energija ili Besplatna energija navodno je neiscrpni izvor energije koji može zamijeniti energetske izvore kao što su Fosilna goriva ili obnovljivi izvori energije. Postojanje takvih energetskog izvora nije ni dokazano ni znanstveno priznato. Ljudi koji vjeruju u njihovo postojanje često reagiraju na skepticizam s teorijama urote. Teoretičari urota tvrde da vlade ili organizacije koje zastupaju interese gospodarstvenika potiskuju tzv. "Znanje o slobodnoj energiji". Izvorno, "slobodna energija" je termin koji se rabi u fizici i odnosi se na termodinamički potencijal u termodinamici.

## Fizikalne osnove
Zastupnici slobodnih energija tvrde da sustavi za njihovo korištenje nisu Perpetua Mobili strojevi koji krše fizikalni zakon očuvanje energije, te u skladu s priznatim načelima fizike nisu mogući. Slobodna energija je prema zastupnicima pravi postojeći oblik energije koji je dostupan svugdje. Rabe pojmove "nova fizika" ili "prava fizika" kako bi objasnili takve pojave.
Osnovna pretpostavka o slobodnoj energiji često se daje u fizici koja je zapravo predviđena i eksperimentalno dokazana energija nulte točke. To je posljedica kvantne teorije polja:
Informacije o prirodi slobodne energije i mogućnosti njegove proizvodnje i eksploatacije vrlo su kontradiktorne. Zagovornici slobodne energije često koriste fizičke termine za pretpostavljene pojave, ali s različitim značenjem nego u znanstvenoj fizici. To je davanje dojma da je postojanje slobodne energije znanstveno prepoznato.
To su primjerice: 
- Skalarni valovi
- Tesline zrake
- Hladna fuzija
- Tahion
- Energija nulte točke
- Vakuumska energija, energija vakuumskog polja, svemirska energija

Znanost ne poznaje takve slobodne energije, niti interakcije koje bi mogle olakšati njegovu transformaciju u poznate oblike energije.

## Teorije urote
Tvrdi se da znanje slobodne energije će biti potisnut od strane energetske industrije i drugih zainteresiranih strana, od reklama Zainteresiranje bi namjerno spriječilo korištenje ovog ekološki prihvatljivog i beskonačno dostupnog oblika energije.
Mnogi zagovornici besplatnih energetskih djelatnosti su ezoterici. Ova preklapanja povezuje besplatnu energiju i s drugim pogledima.

## Primjeri

### Nikola Tesla
U pogledu slobodne energije Nikola Tesla osobito se istakuo primjerice rezonancijskim transformatorom. Zgrada gje se nalazio transformator spominje se često kao primjer navodne praktične primjene slobodne energije.
Nikola Tesla raspolagao je s dobrim kontaktima k najmodavcima kao primjerice J. P. Morganom u New Yorku. Od 1890. špekulira o načinima uporabe energije dostupne u prostoru, naglašavajući da nije dostupna statička, već samo kinetička energija. U izdanju časopisa Collier's Weekly iz siječnja 1901., tvrdio je da je već 1899. godine imao kontakt s izvanzemaljcima. U ožujku 1901. podnio je zahtjev za svoj patent za uređaj za korištenje energije zračenja, "svemirske energije" za hvatanje i pretvaranje u električnu energiju. Međutim, stvarni patent se ne odnosi na "slobodnu energiju" ili "prostornu energiju":
„The apparatus being arranged as shown, it will be found that when the radiations of the sun or of any other source capable of producing the effects before described fall upon the plate P an accumulation of electrical energy in the condenser C will result.“
– Nikola Tesla: US-Patent 685.957, Str. 2, Z. 44 ff.

### Viktor Schauberger
Austrijanac Viktor Schauberger razvijao je "tehnologiju implozije" i navodno je izumio tzv. "Pastvsku turbinu" ili "repulsinu" s kojom se navodno dobiva neograničena energija.